# Осигурителна система
Осигурителната система е комплекс от финансови средства и учреждения за защита от рискове.
Според български учени тя представлява устойчива съвкупност от елементи и връзките между тях, които имат за главна цел защита на хора от определени рискове.
Осигурителните системи се считат за основа на социалното осигуряване. Рисковете, срещу които то се осъществява, са: старост, болест, смърт, трудова злополука и професионално заболяване, инвалидност, безработица, нетрудоспособност заради майчинство, заплащане на лечение и специфични рискове. Основните области на осигурителната система са пенсионното и здравното осигуряване, осигуряващи парична издръжка за преживяване на хората след настъпване на такива масово срещани рискове.
В по-широк обхват понятието осигурителна система включва и застраховането, което също е средство за финансова защита на хора от по-масовите от тези рискове – например чрез здравна (медицинска) и пенсионна застраховка. То обаче предлага защита на хората и срещу други рискове – имотни и имуществени щети (от земетресение, пожар, наводнение, кражба), професионални (напр. управленски грешки), от друга дейност (управление на превозно средство) и пр., както и защита на организации срещу подобни рискове.
Най-общо социалната система, разгледана схематично, се състои от вход и изход, които се намират в околна среда. Съществуват системи за задължително осигуряване, но и за доброволно. Особено важни системи осигуряване са: пенсионното, здравното и за такова при безработица. Те се разглеждат като стълбове на всяка социална политика, която се провежда от дадено правителство в дадена страна.